# Upplands runinskrifter 421
Upplands runinskrifter 421 är en vikingatida runsten av gnejsgranit i Rosersberg, Norrsunda socken och Sigtuna kommun. Runstenen är cirka 1,3 meter hög och 1 meter bred vid basen. Runhöjden är 6 centimeter. Ristningen är prydd med ett kors med samma utseende som korset på U 420.

## Inskriften
Translitterering av runraden:
[kiti]lui [· l]it · ra[sa · stan · þina · e]ftʀ · ketil · faþur · sin · auk · kyriþ · eftʀ · bont(a) [· sin]
Normalisering till runsvenska:
Kætilvi let ræisa stæin þenna æftiʀ Kætil, faður sinn, ok Gyrið æftiʀ bonda sinn.
Översättning till nusvenska:
Kättilvi lät resa denna sten efter Kättil, sin fader, och Gyrid efter sin man.